# Trachyderes cingulata
Trachyderes cingulata es una especie de escarabajo longicornio del género Trachyderes, tribu Trachyderini, subfamilia Cerambycinae. Fue descrita científicamente por Klug en 1825.

## Descripción
Mide 19-34 milímetros de longitud.

## Distribución
Se distribuye por Bolivia, Brasil y Perú.